# Штраб

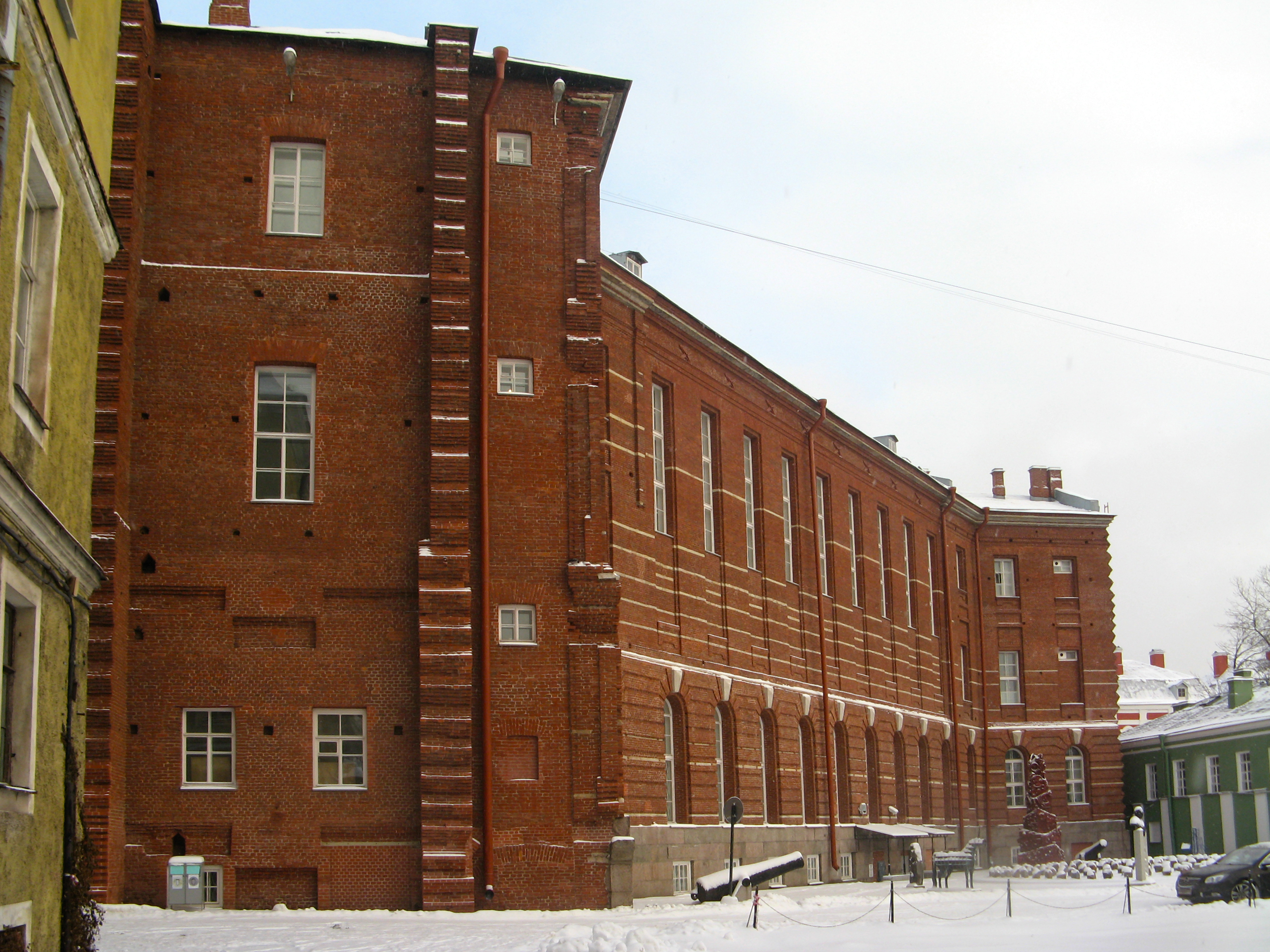
Штрабы на недостроенном Корпусе для игры в мяч, которые теперь используются для тренировок по скалолазанию

Штраб (или штраба) — зубчатая или ступенчатая поверхность каменной, бетонной и т. п. кладки стены, ступенчатый обрыв в кладке кирпичной стены, сделанный в расчёте на её продолжение по горизонтали.
Штрабы выкладывают так, чтобы при дальнейшем продолжении работ можно было обеспечить надёжную перевязку новой части кладки с ранее возведённой. С этой целью штрабы делают наклонными (так называемыми убежными) или вертикальными. Убежная штраба, по сравнению с вертикальной штрабой, обеспечивает лучшую связь соединяемых частей стен.
В английском языке подобная кладка называется «racking back» или «back-racking».